# 五月太陽
五月太陽（西班牙語：Sol de Mayo），也称印加太阳（西班牙語：Sol incaico），阿根廷和烏拉圭的國徽之一，出現在兩國的國旗上。 同时也出现在秘鲁的政府旗和军旗以及徽章中。這圖案可追溯至1810年五月革命，但其根源可能早於革命出現。

## 特徵和細節
根据迭戈·阿瓦德·德·桑蒂连，五月太陽象征着印加太陽神因蒂。1813年憲法大會上通過的首個阿根廷硬幣（幣值為1西班牙埃斯庫多）上，刻有太陽圖案，五月太陽就是這圖案的複製品。圖案有16條直線和16條波浪的太陽光線。
圖案的形式與歐洲紋章學的「太陽光輝」（sun in splendour）十分相似，同樣是一張臉被直曲相間的光線（象徵光和熱）包圍，但通常只有16道光線。

### 阿根廷政府制訂的標準
1978年，阿根廷政府規定太陽為金黃色（amarillo oro），內圍直徑為10厘米，外圍直徑為25厘米；太陽的直徑為白色間條高度的5/6，臉度為其高度的2/5。它有32道光線，16道彎曲和16道直線相間。自1978年起「正式儀式旗」上必須繡上五月太陽。

## 名稱及起源
名稱中的「五月」指1810年5月18日至25日發生的五月革命，这场革命是阿根廷和烏拉圭（當時隸屬於拉普拉塔总督區）脫離西班牙帝國并獨立组建的開始。傳說新政府宣告成立之時，太陽穿越了烏雲，是為吉兆。

## 各地使用

### 旗帜

阿根廷国旗
乌拉圭国旗
乌拉圭第二个国旗
贝尔格拉诺向胡胡伊议会捐赠的旗帜。现胡胡伊省省旗。
阿根廷邦联的第一个旗帜
阿根廷邦联的第二个旗帜
1818年阿根廷海军旗
秘鲁-玻利维亚邦联旗
南秘鲁共和国旗
秘鲁解放旗（吉列尔莫·米勒（西班牙语：Guillermo Miller），1820年）
秘鲁国旗（1822年-1825年）
民族党部队所使用旗帜
弗鲁克图奥索·里维拉的红党人在乌拉圭内战期间使用的旗帜。
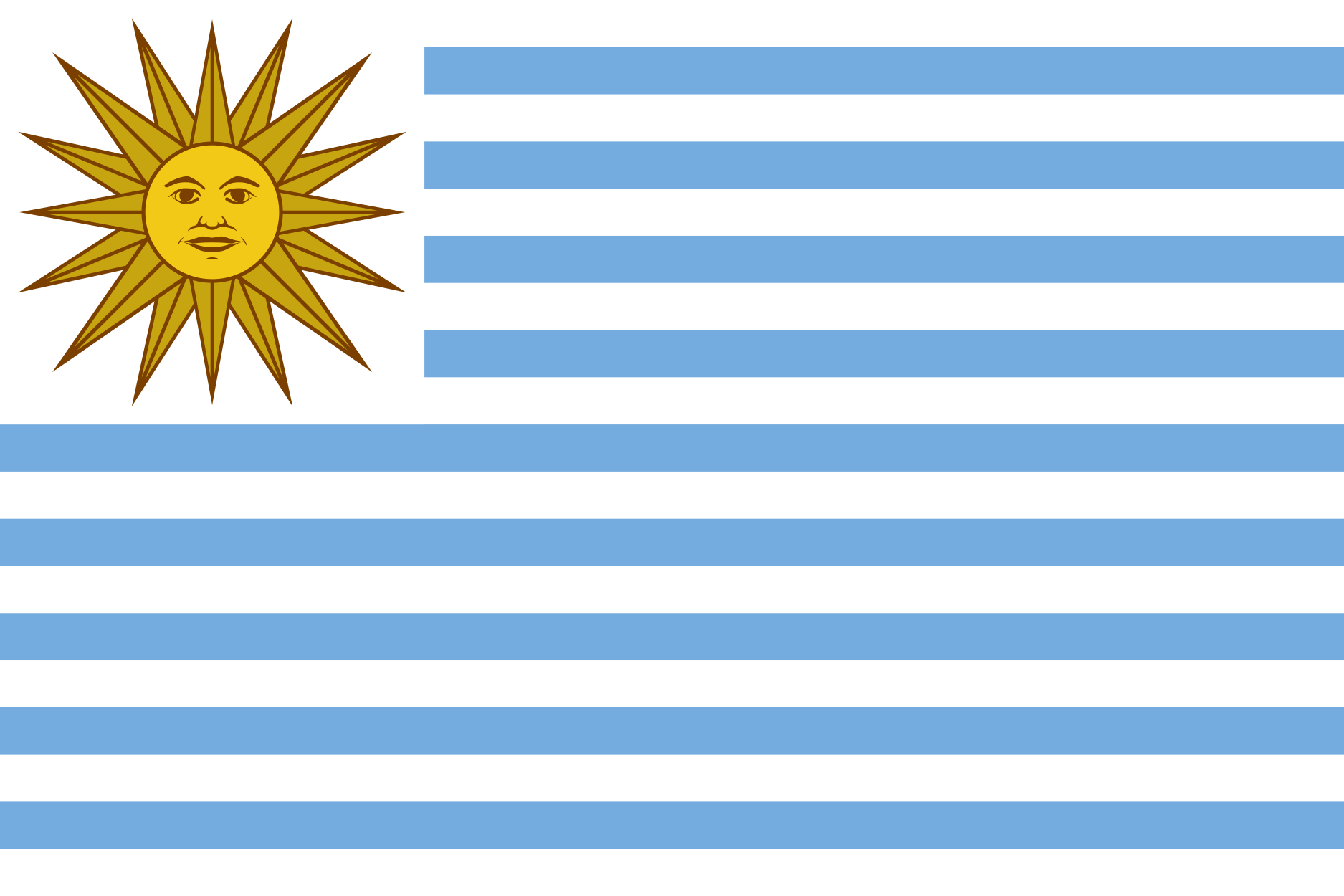
乌拉圭国旗（1828年-1830年）
秘鲁海军旗
秘鲁陆军旗
乌拉圭海军旗
总统水上旗
秘鲁总统旗

### 徽章

阿根廷国徽
乌拉圭国徽
南秘鲁国徽
胡胡伊省徽（西班牙语：Escudo de Jujuy）
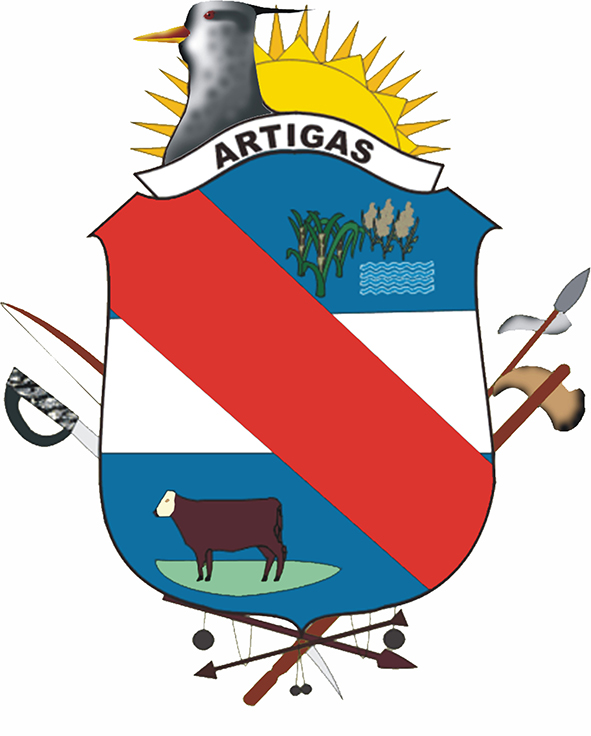
阿蒂加斯区徽
阿根廷陆军徽
阿根廷海军徽
阿根廷空军徽
秘鲁陆军徽
秘鲁海军徽
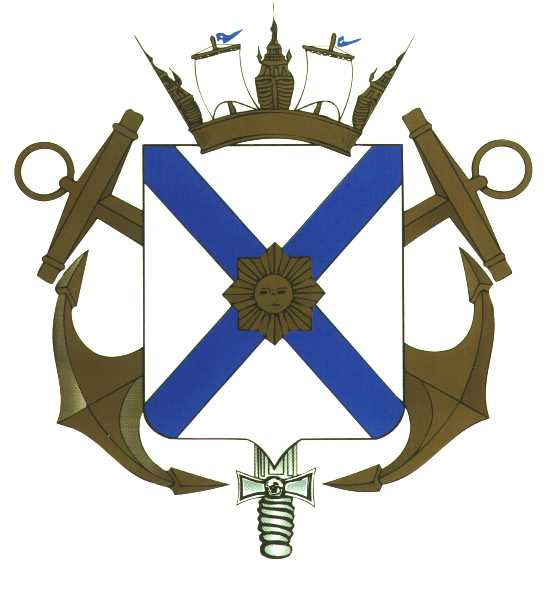
秘鲁空军徽
乌拉圭海军航空兵标识

### 奖章

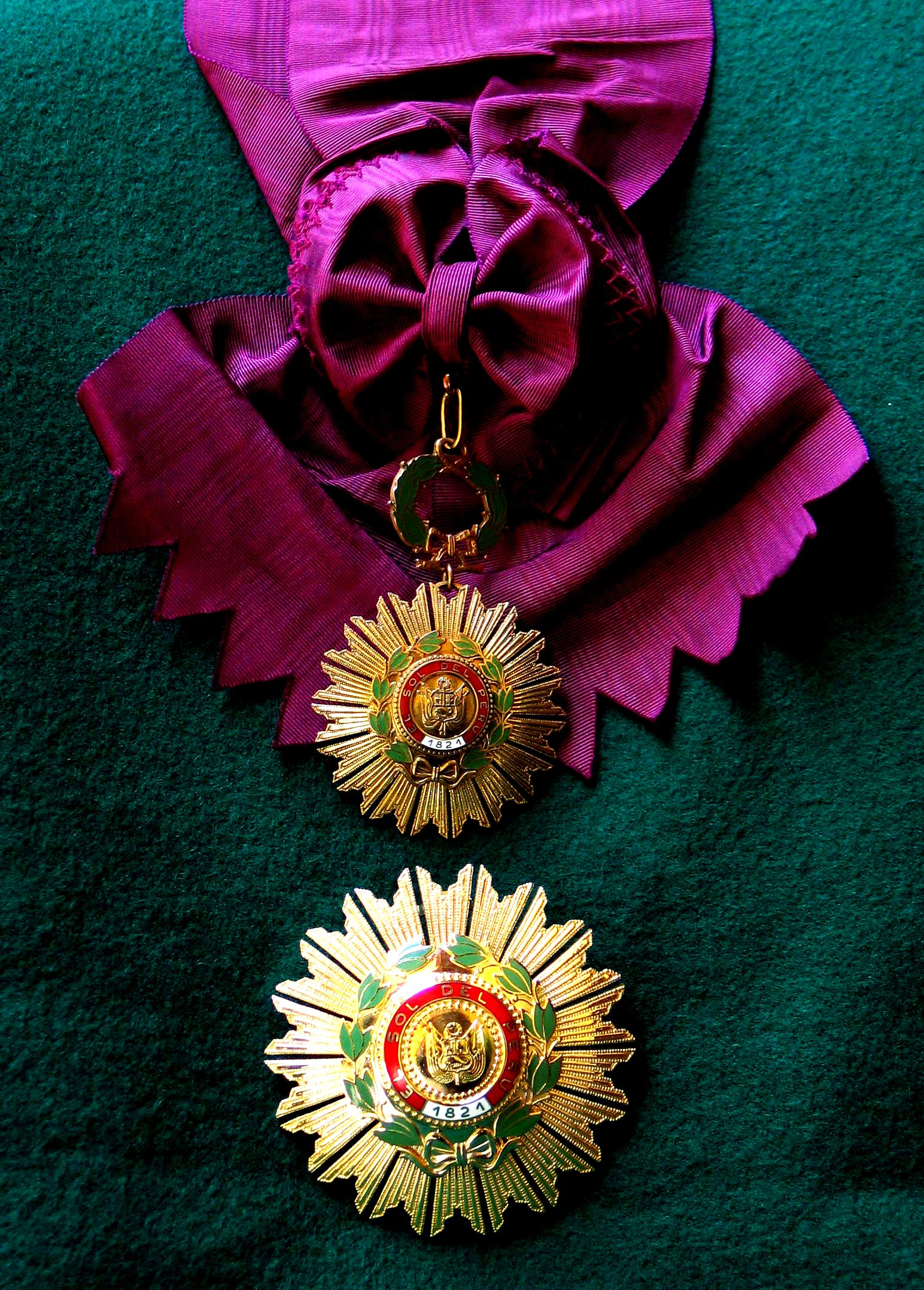
秘鲁太阳勋章是美洲最古老的，由何塞·德·圣马丁于1821年设立的奖章。
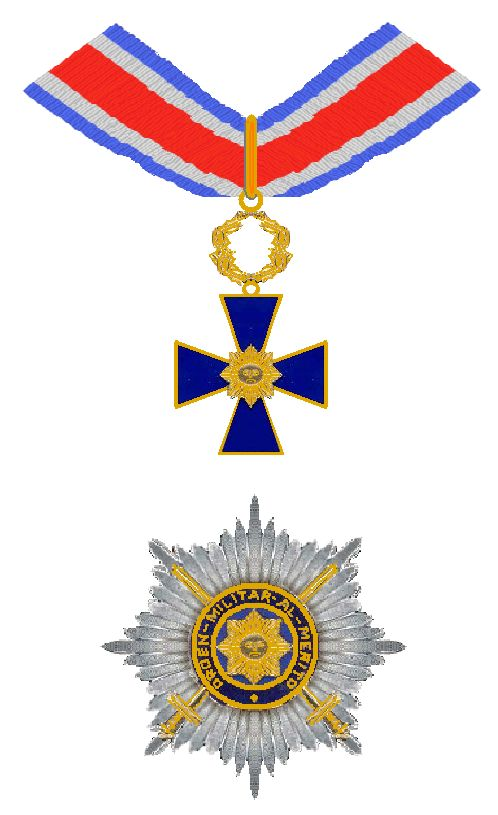
乌拉圭国民军军功勋章

### 货币

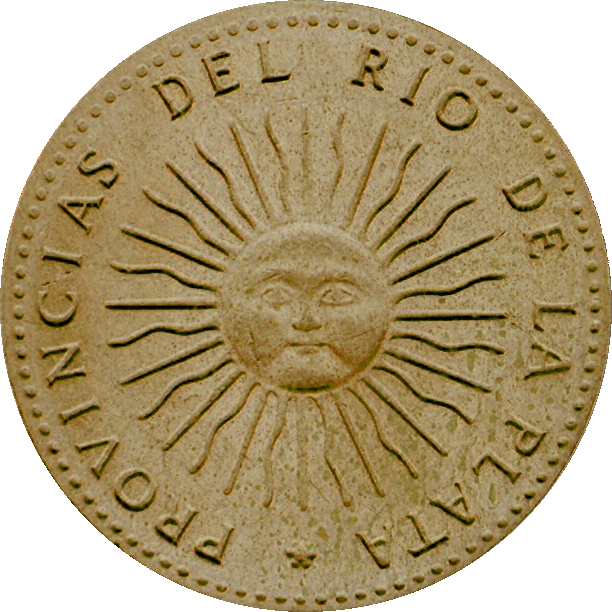
阿根廷首個硬幣背面（1813年）
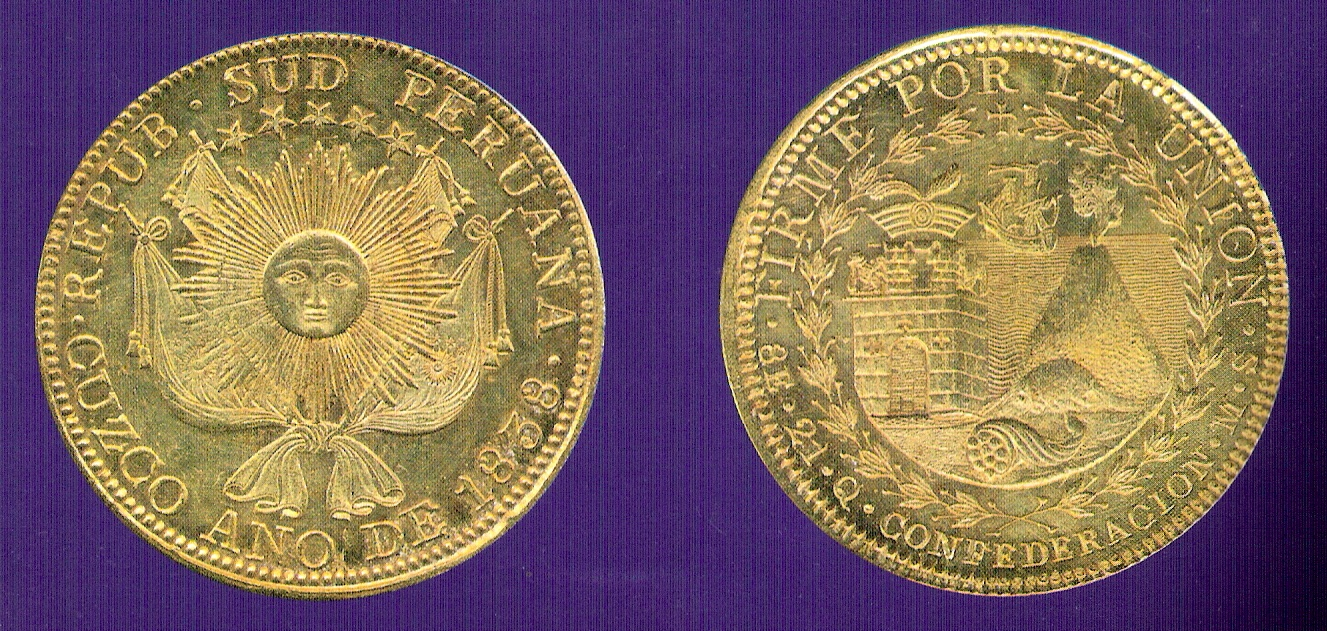
南秘鲁政权的硬币
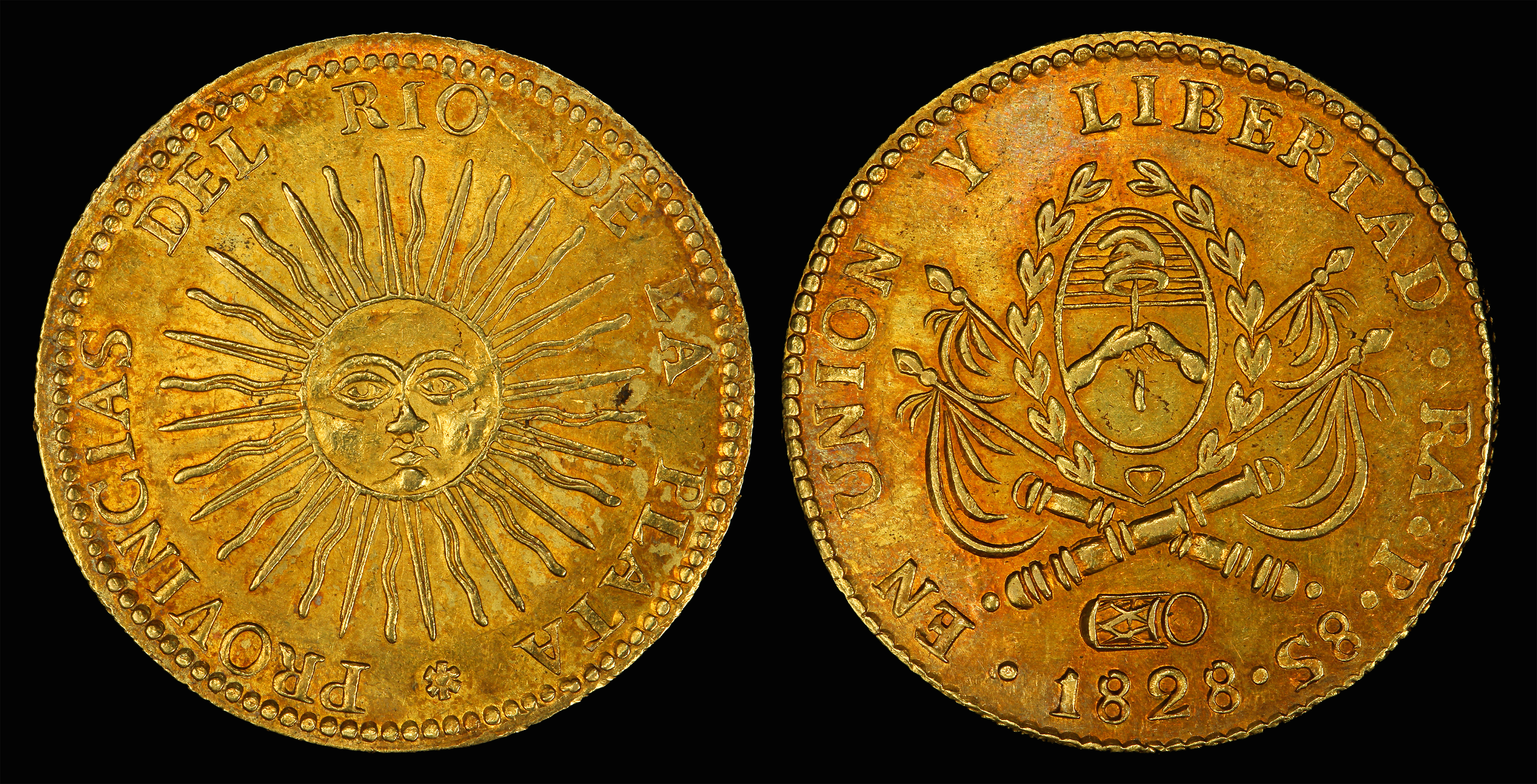
阿根廷硬币